# علامات الساعة في الإسلام
علامات الساعة أو أشراط الساعة في الدين الإسلامي هي مجموعة من الظواهر والأحداث يدلّ وقوعها على قُرب يوم القيامة، والأشراط في اللغة العربية: جمع شَرَط، والشرط: العلامة، وأشراط الساعة علاماتُها، فهي العلامات التي يكون بعدها قيام الساعة. والساعة: الوقت الذي تقوم فيه القيامة، وسميت الساعة لأنها تفاجئ الناس في ساعة فيموت الخلق كلهم بصيحة واحدة.
وتنقسم إلى علامات الساعة الكبرى وعلامات الساعة الصغرى. فأما علامات الساعة الكبرى فالتي يعقبها قريبًا قيام الساعة، ويكون لها تأثيرٌ كبير، ويَشعر بها جميع الناس. أما الصغرى فقد تتقدم على الساعة بزمن، وتقع في مكان دون مكان، ويشعر بها قوم دون قوم.

## أقسام أشراط الساعة

### القسم الأول: الأشراط والعلامات الصغرى
علامات الساعة الصغرى يُمكن تقسيمها إلى ثلاثة أقسام: قسم منها انقضى، وقسم لا يزال يتكرر، وقسم لم يحدث بعدُ. كذلك يُمكن تقسيمها إلى قسمين: قسم وقع، وقسم لم يقع بعدُ، والذي وقع ينقسم إلى مضى وانقضى، وقسم يتكرر وقوعه، يقول عمر سليمان الأشقر:
| علامات الساعة في الإسلام | والعلامات الصغرى يمكن تقسيمها إلى قسمين: قسم وقع، وقسم لم يقع بعدُ، والذي وقع قد يكون مضى وانقضى، وقد يكون ظهوره ليس مرة واحدة، بل يبدو شيئاً فشيئاً، وقد يتكرر وقوعه وحصوله، وقد يقع منه في المستقبل أكثر مما وقع في الماضي. ولذلك سنعقد لعلامات الساعة أربعة فصول: - الأول: العلامات الصغرى التي وقعت وانقضت. - الثاني: العلامات الصغرى التي وقعت، ولا تزال مستمرة، وقد يتكرر وقوعها. - الثالث: العلامات الصغرى التي لم تقع بعد. | علامات الساعة في الإسلام |

### القسم الثاني: علامات الساعة الكبرى
علامات الساعة الكبرى هي التي تعقبها الساعة إذا ظهرت وهي عشر علامات. قال حذيفة بن أسيد الغفاري: «اطلع النبي علينا ونحن نتذاكر فقال: ما تذكرون؟ قالوا نذكر الساعة، قال: إنَّ السَّاعَةَ لا تَكُونُ حتَّى تَكُونَ عَشْرُ آيَاتٍ: خسف بالمشرق وخسف بالمغرب وخسف في جزيرة العرب والدخان والدجال ودابة الأرض ويأجوج ومأجوج وطلوع الشمس من مغربها ونَارٌ تَخْرُجُ مِن قُعْرَةِ عَدَنٍ تَرْحَلُ النَّاسَ ونزول عيسى بن مريم».

## علامات الساعة الصغرى

### علامات وقعت وانقضت
1. البعثة النبوية: من علامات الساعة بعثة النبي محمد، وبعثته دليل وعلامة على قرب الساعة، وأنها أول أشراط الساعة الصغرى.[6] فعن سهل بن سعد قال: رأيت رسول الله ﷺ قال بإصبعيه هكذا الوسطى والتي تلي الإبهام: «بُعِثت والساعة كهاتين»[7]، وقال أيضًا: «بعثت في نَسَم الساعة»[8] وقال القرطبي: "أولها النبي ﷺ لأنه نبي آخر الزمان، وقد بُعِثَ ليس بينه وبين القيامة نبي".[9]
2. انشقاق القمر: ذُكر في القرآن أن حادثة انشقاق القمر التي حدثت في عهد النبي محمد دليل على اقتراب الساعة، قال الله في سورة القمر: ﴿اقْتَرَبَتِ السَّاعَةُ وَانْشَقَّ الْقَمَرُ ۝١ وَإِنْ يَرَوْا آيَةً يُعْرِضُوا وَيَقُولُوا سِحْرٌ مُسْتَمِرٌّ ۝٢﴾.[10] قال ابن كثير: "قد كان هذا في زمان الرسول ﷺ كما ورد في الأحاديث المتواترة بالأسانيد الصحيحة وهذا أمر متفق عليه بين العلماء أن انشقاق القمر قد وقع في زمان النبي ﷺ وأنه كان إحدى المعجزات الباهرات".[11]
3. وفاة النبي محمد: ثالث علامات الساعة الصغرى هي وفاة النبي محمد. روى البخاري عن عوف بن مالك قال: «أَتَيْتُ النَّبِيَّ ﷺ فِي غَزْوَةِ تَبُوكَ وَهُوَ فِي قُبَّةٍ مِنْ أَدَمٍ، فَقَالَ: «اعْدُدْ سِتًّا بَيْنَ يَدَيِ السَّاعَةِ: مَوْتِي، ثُمَّ فَتْحُ بَيْتِ الْمَقْدِسِ، ثُمَّ مُوتَانٌ يَأْخُذُ فِيكُمْ كَقُعَاصِ الْغَنَمِ، ثُمَّ اسْتِفَاضَةُ الْمَالِ حَتَّى يُعْطَى الرَّجُلُ مِئَةَ دِينَارٍ فَيَظَلُّ سَاخِطًا، ثُمَّ فِتْنَةٌ لَا يَبْقَى بَيْتٌ مِنَ الْعَرَبِ إِلَّا دَخَلَتْهُ، ثُمَّ هُدْنَةٌ تَكُونُ بَيْنَكُمْ وَبَيْنَ بَنِي الْأَصْفَرِ فَيَغْدِرُونَ، فَيَأْتُونَكُمْ تَحْتَ ثَمَانِينَ غَايَةً، تَحْتَ كُلِّ غَايَةٍ اثْنَا عَشَرَ أَلْفًا».[12]
4. فتح بيت المقدس: بشر النبي بفتح بيت المقدس وعدّ ذلك من أشراط الساعة كما في حديث عوف بن مالك أن النبي قال: «اعْدُدْ سِتًّا بَيْنَ يَدَيِ السَّاعَةِ: مَوْتِي، ثُمَّ فَتْحُ بَيْتِ الْمَقْدِسِ».[12] وهو ما حدث في عهد الخليفة عمر بن الخطاب في عام (16 هـ - 637م) وبنى فيه مسجداً.[13]
5. موتان كقُعَاص الغنم: من حديث عوف بن مالك: "ثُمَّ مُوتَانٌ يَأْخُذُ فِيكُمْ كَقُعَاصِ الْغَنَمِ، [12] و"الموتان لفظ مبالغة من الموت، أي يقع موت كثير جداً أشبه ما يكون بالوباء، وهو ما حدث في طاعون عمواس والذي مات عدد كبير من الصحابة به، والمجاعة التي حدثت في عام الرمادة سنة 18 هـ. قال ابن حجر: «وَيُقَالُ إِنَّ هَذِهِ الْآيَةَ ظَهَرَتْ فِي طَاعُونِ عَمَوَاسَ فِي خِلَافَةِ عُمَرَ وَكَانَ ذَلِكَ بَعْدَ فَتْحِ بَيْتِ الْمَقْدِسِ».[13] وقال الزمخشري: «إنَّ هَذِه الآفَة ظَهرت فِي طَاعُون عمواس في خِلافة عُمر فَمَات مِنها سَبعون ألفًا في ثلاثة أيامٍ وَكَان ذَلك بَعد فَتْح بيتِ المَقْدِس».[14]
6. استفاضة المال: من حديث عوف بن مالك: «ثُمَّ اسْتِفَاضَةُ الْمَالِ حَتَّى يُعْطَى الرَّجُلُ مِئَةَ دِينَارٍ فَيَظَلُّ سَاخِطًا»، [12] قال ابن حجر العسقلاني: «استفاضة المال أي كثرته، وظهرت في خلافة عثمان عند تلك الفتوح العظيمة».[13]
7. فتنة لا يبقى بيت من العرب إلا دخلته: من حديث عوف بن مالك: «ثُمَّ فِتْنَةٌ لَا يَبْقَى بَيْتٌ مِنَ الْعَرَبِ إِلَّا دَخَلَتْهُ»، [12] قال ابن حجر العسقلاني: «الفتنة المشار إليها افتتحت بقتل عثمان، واستمرت الفتن بعده».[13]
8. فتنة بين فئتين عظيمتين من المسلمين: روى البخاري عن أبي هريرة أن النبي قال: «لَا تَقُومُ السَّاعَةُ حَتَّى تَقْتَتِلَ فِئَتَانِ عَظِيمَتَانِ يَكُونُ بَيْنَهُمَا مَقْتَلَةٌ عَظِيمَةٌ دَعْوَتُهُمَا وَاحِدَةٌ وَحَتَّى يُبْعَثَ دَجَّالُونَ كَذَّابُونَ قَرِيبٌ مِنْ ثَلَاثِينَ كُلُّهُمْ يَزْعُمُ أَنَّهُ رَسُولُ اللَّهِ وَحَتَّى يُقْبَضَ الْعِلْمُ وَتَكْثُرَ الزَّلَازِلُ وَيَتَقَارَبَ الزَّمَانُ وَتَظْهَرَ الْفِتَنُ وَيَكْثُرَ الْهَرْجُ وَهُوَ الْقَتْلُ وَحَتَّى يَكْثُرَ فِيكُمْ الْمَالُ فَيَفِيضَ حَتَّى يُهِمَّ رَبَّ الْمَالِ مَنْ يَقْبَلُ صَدَقَتَهُ وَحَتَّى يَعْرِضَهُ عَلَيْهِ فَيَقُولَ الَّذِي يَعْرِضُهُ عَلَيْهِ لَا أَرَبَ لِي بِهِ وَحَتَّى يَتَطَاوَلَ النَّاسُ فِي الْبُنْيَانِ وَحَتَّى يَمُرَّ الرَّجُلُ بِقَبْرِ الرَّجُلِ فَيَقُولُ يَا لَيْتَنِي مَكَانَهُ وَحَتَّى تَطْلُعَ الشَّمْسُ مِنْ مَغْرِبِهَا فَإِذَا طَلَعَتْ وَرَآهَا النَّاسُ يَعْنِي آمَنُوا أَجْمَعُونَ فَذَلِكَ حِينَ لَا يَنْفَعُ نَفْسًا إِيمَانُهَا لَمْ تَكُنْ آمَنَتْ مِنْ قَبْلُ أَوْ كَسَبَتْ فِي إِيمَانِهَا خَيْرًا وَلَتَقُومَنَّ السَّاعَةُ وَقَدْ نَشَرَ الرَّجُلَانِ ثَوْبَهُمَا بَيْنَهُمَا فَلَا يَتَبَايَعَانِهِ وَلَا يَطْوِيَانِهِ وَلَتَقُومَنَّ السَّاعَةُ وَقَدْ انْصَرَفَ الرَّجُلُ بِلَبَنِ لِقْحَتِهِ فَلَا يَطْعَمُهُ وَلَتَقُومَنَّ السَّاعَةُ وَهُوَ يُلِيطُ حَوْضَهُ فَلَا يَسْقِي فِيهِ وَلَتَقُومَنَّ السَّاعَةُ وَقَدْ رَفَعَ أُكْلَتَهُ إِلَى فِيهِ فَلَا يَطْعَمُهَا».[15] وقد وقعت معركة صفين وهي معركة وقعت بين علي بن أبي طالب ومعاوية بن أبي سفيان بعد مقتل عثمان بن عفان سنة (36 هـ).
9. ظهور الخوارج: عن عبد الله بن مسعود أن النبي قال: «يخرج آخر الزمان قوم أحداث الأسنان، سفهاء الأحلام، يقرءون القرآن لا يجاوز تراقيهم، يقولون من قول خير البرية، يمرقون من الدين كما يمرق السهم من الرمية.» وقد أشار بعض العلماء أن المقصود بالحديث الخوارج الذين خرجوا علي بن أبي طالب وقاتلهم في معركة النهروان.[16]
10. ظهور نار من الحجاز: عن أبي هريرة أن رسول الله قال: «لا تقوم الساعة حتى تخرج نار من أرض الحجاز تضيء أعناق الإبل ببصرى».[17] وقد نص بعض العلماء والمؤرخين على أن هذه العلامة عام 654 هجرية.في حرة رهط في المدينة المنورة. قال النووي: وقد خرجت في زماننا نار بالمدينة سنة أربع وخمسين وستمائة وكانت نارا عظيمة جدا من جنب المدينة الشرقى وراء الحرة تواتر العلم بها عند جميع الشام وسائر البلدان وأخبرنى من حضرها من أهل المدينة.[18] قال ابن كثير متحدثا عنها: «وقيل أن النار بقيت ثلاثة أشهر، وكانت نساء المدينة يغزلن على ضوئها».[19] وقال أبو شامة واصفاً الواقعة: (لما كانت ليلة الأربعاء 3 جمادى الآخرة 654 هـ[20]، ظهر بالمدينة المنورة دويٌ عظيمٌ، ثم زلزلةٌ رجفت منها الأرض والحيطان والسقوف والأخشاب والأبواب ساعة بعد ساعة إلى يوم الجمعة من الشهر المذكور. ثم ظهرت نارٌ عظيمةٌ في الحرة -موضع في المدينة- قريبة من بني قريظة، نبصرها من دورنا من داخل المدينة، وكأنها عندنا نارٌ عظيمةٌ سالت أوديةٌ بالنار إلى وادي شظا مسيل الماء، وهي ترمي بشرر كالقصر).[21]
11. قتال الترك: عن أبي هريرة أن رسول الله قال: «لا تقوم الساعة حتى تقاتلوا الترك صغار الأعين، حمر الوجوه، ذلف الأنوف، وكان وجوههم المجان المطرقة، ولا تقوم الساعة حتى تقاتلوا قوماً نعالهم الشعر».[22] من علامات الساعة حروبٌ ومعارك أخبر النبي أنها تقع بين المسلمين وغيرهم، ومن ذلك وقوع معركة بين المسلمين والترك[23]، وقد حصل ذلك القتال في عصر الصحابة، في أول خلافة بني أمية وهزموا الترك وغنموا منهم.[24]
12. غزوة الهند: روى النسائي أن النبي قال: «عِصَابَتَانِ مِنْ أُمَّتِي أَحْرَزَهُمَا اللَّهُ مِنَ النَّارِ عِصَابَةٌ تَغْزُو الْهِنْدَ وَعِصَابَةٌ تَكُونُ مَعَ عِيسَى ابْنِ مَرْيَمَ عَلَيْهِمَا السَّلاَمُ».[25] يعتقد بعض العلماء أن النبوءة قد تحققت بالفعل عندما غزا المسلمون الهند في عهد معاوية بن أبي سفيان، وتبعهم محمود بن سُبُكْتِكِيْن بينما يعتقد آخرون أن غزو الهند لم يحدث بعد، [24] وقد تحدث مرة أخرى عند نزول عيسى مما قد يُستنبط من سياق الحديث النبوي.[26]
13. توقف الجزية والخراج: عن أبي هريرة أن النبي قال: «مَنَعَتِ العِراقُ دِرْهَمَها وقَفِيزَها، ومَنَعَتِ الشَّأْمُ مُدْيَها ودِينارَها، ومَنَعَتْ مِصْرُ إرْدَبَّها ودِينارَها، وعُدْتُمْ مِن حَيْثُ بَدَأْتُمْ، وعُدْتُمْ مِن حَيْثُ بَدَأْتُمْ، وعُدْتُمْ مِن حَيْثُ بَدَأْتُمْ شَهِدَ علَى ذلكَ لَحْمُ أبِي هُرَيْرَةَ ودَمُهُ.». قال النووي: «وَفِي مَعْنَى مَنَعَتْ الْعِرَاق وَغَيْرهَا قَوْلَانِ مَشْهُورَانِ: أَحَدهمَا لِإِسْلَامِهِمْ، فَتَسْقُط عَنْهُمْ الْجِزْيَة، وَهَذَا قَدْ وُجِدَ. وَالثَّانِي وَهُوَ الْأَشْهَر أَنَّ مَعْنَاهُ أَنَّ الْعَجَم وَالرُّوم يَسْتَوْلُونَ عَلَى الْبِلَاد فِي آخِر الزَّمَان، فَيَمْنَعُونَ حُصُول ذَلِكَ لِلْمُسْلِمِينَ. وَقَدْ رَوَى مُسْلِم هَذَا بَعْد هَذَا بِوَرَقَاتٍ عَنْ جَابِر قَالَ: يُوشِك أَلَّا يَجِيء إِلَيْهِمْ قَفِيز وَلَا دِرْهَم قُلْنَا: مِنْ أَيْنَ ذَلِكَ؟ قَالَ مِنْ قِبَل الْعَجَم، يَمْنَعُونَ ذَاكَ. وَذَكَرَ فِي مَنْع الرُّوم ذَلِكَ بِالشَّامِ مِثْله، وَهَذَا قَدْ وُجِدَ فِي زَمَاننَا فِي الْعِرَاق، وَهُوَ الْآن مَوْجُود».[27]

### علامات وقعت ويتكرر وقوعها
1. ولادة الأمة ربتها: من علامات الساعة التي أخبر عنها النبي محمد أن تلد الأمة ولدًا يكون له السيادة عليها، وذلك بأن يطأ الرجل الحر أمته -أ ي جاريته المملوكة بملك اليمين- فتحمل منه، ثم تنجب ولدًا، يصبح الولد شابًا حرًا، وأبوه حي وأمه لا تزال أمة مملوكة، فيكون الولد بمثابة السيد لأمه. ففي حديث جبريل أنه سأل النبي عن الساعة، فقال: (وسأخبرك عن أشراطها: إذا ولدت الأمة ربتها)[28] وقيل المعنى: بأن الإماء يلدن الملوك، فتصير الأم من جملة الرعية والملك سيد رعيته.[29]
2. تطاول الحفاة رعاة الشاء بالبنيان: عن عمر بن الخطاب في حديث جبريل ومجيئهِ لرسولِ الله وسؤاله عن الإسلام والإيمان والإحسان، وعن الساعة، أخبره عن أماراتها وذكر منها (أن تلد الأمة ربتها، وأن ترى الحفاة العراة رعاة الشاء يتطاولون في البنيان)[28] وفي رواية (ورأيت الحفاة الجياع العالة كانوا رؤوس الناس، فذلك من معالم الساعة وأشراطها) قيل: يا رسول الله ومن أصحاب الشاء والحفاة الجياع العالة؟ قال: (العرب).[30] والمعنى المقصود بالحديث أن رعاة الشاة يتركون البادية التي كانوا فيها ليتجهوا للحضر فيتطاولوا في البنيان، والتنافس على وجه الكبر والفخر في بناء البيوت. كل يريد أن يكون بناؤه أعلى من بناء غيره. وهو ما يشابه ناطحات السحاب.[31]
3. تكالب الأمم على أمة الإسلام: عَنْ ثوبان مولى النبي محمد قَالَ: «قَالَ رَسُولُ اللَّهِ : "يُوشِكُ أَنْ تَدَاعَى عَلَيْكُمُ الأُمَمُ مِنْ كُلِّ أُفُقٍ كَمَا تَتَدَاعَى الأَكَلَةُ عَلَى قَصْعَتِهَا، قُلْنَا: مِنْ قِلَّةٍ بِنَا يَوْمَئِذٍ ؟ قَالَ: لا، أَنْتُم يَوْمَئِذٍ كَثِيرٌ، وَلَكِنَّكُمْ غُثَاءٌ كَغُثَاءِ السَّيْلِ، يَنْزَعُ اللَّهُ الْمَهَابَةَ مِنْ قُلُوبِ عَدُوِّكُمْ وَيَجْعَلُ فِي قُلُوبِكُمُ الْوَهَنَ، قِيلَ: وَمَا الْوَهَنُ؟ قَالَ: حُبُّ الْحَيَاةِ وَكَرَاهِيَةُ الْمَوْتِ».[32]
4. اتباع سنن الأمم الماضية: أخبر النبي أن فريقًا من أمته سيقلدون الأمم الأخرى من اليهود والنصارى في كل شيء. فعن أبي هريرة قال: قال رسول الله: لا تقوم الساعة حتى تأخذ أمتي بأخذ القرون قبلها شبرا بشبر وذراعا بذراع، فقيل: يا رسول الله كفارس والروم؟ فقال: ومن الناس إلا أولئك". وعن أبي سعيد الخدري قال: قال رسول الله: "لتتبعن سنن الذين من قبلكم شبرا بشبر وذراعا بذراع، حتى لو دخلوا في جحر ضب لاتبعتموهم" قلنا: يا رسول الله اليهود والنصارى؟ قال: فمن؟. قال القاضي عياض: "الشبر والذراع ودخول الجحر تمثيل للاقتداء والتقليد لهم".[33]
5. عودة الإسلام غريبًا كما بدأ: في الحديث: «بَدَأَ الْإِسْلَام غَرِيبًا، وَسَيَعُودُ كَمَا بَدَأَ»، وقول النبي: «وَعُدْتُمْ مِنْ حَيْثُ بَدَأْتُمْ».[27]
6. خروج الدجالين الكذابين من أمارات الساعة وأشراطها خروج الدجالين الكذابين الذين يدعون النبوة ويثيرون الفتنة، وقد أخبر النبي أن عدد هؤلاء قريب من ثلاثين. فقال: «لا تقوم الساعة حتى يبعث دجالون كذابون قريب من ثلاثين كلهم يزعم أنه رسول الله». وقال أيضًا: «إنه والله لا تقوم الساعة حتى يخرج ثلاثون كذاباً اخرهم الأعور الكذاب». وعن ثوبان بن بجدد أن النبي قال: «لا تقوم الساعة حتى تلحق قبائل من أمتي بالمشركين وحتى يعبدوا الأوثان وأنه سيكون في أمتي ثلاثون كذابون كلهم يزعم أنه نبي، وأنا خاتم النبيين لا نبي بعدي». وقد ظهر في التاريخ الإسلامي العديد ممن أدعى النبوة مثل الأسود العنسي، ومسيلمة الكذاب، وسجاح بنت الحارث وطليحة بن خويلد الأسدي وغيرهم الكثير.[34]
7. ترك الحكم بما أنزل الله وترك الصلاة: روى أحمد في مسنده عن النبي أنه قال: تنقضن عرى الإسلام عروة عروة، فكلما انتقضت عروة تشبث الناس بالتي تليها، وأولهن نقضا الحكم وآخرهن الصلاة.[35]
8. ظهور الفتن: الفتن جمع فتنة، وهي الاختبار والابتلاء واستعملت في كل شيء مكروه، وقد أخبر النبي بمجيء الفتن العظيمة التي يلتبس فيها على المسلم الحق، وكلما ظهرت فتنة قال المؤمن هذه مهلكتي ثم تنكشف ويظهر غيرها. فعن أبي هريرة أن النبي قال: «بادروا بالأعمال فتناً كقطع الليل المظلم، يصبح الرجل مؤمناً ويمسي كافراً ويمسي مؤمناً ويصبح كافراً يبيع دينه بعرض من الدنيا».[36][37]
9. شيوع الأمن والرخاء: أخبر النبي أنه مع تقدم السنين واقتراب الساعة سيكثر الأمن ويعم الرخاء، فقال: «لا تقوم الساعة حتى تعود أرض العرب مروجاً وانهاراً، وحتى يسير الراكب بين العراق ومكة لا يخاف إلا ضلال الطريق، وحتى يكثر الهرج، قالوا: وما الهرج يا رسول الله؟ قال: القتل».[38] ويؤيده قول النبي لعدي بن حاتم: «يا عدي هل رأيت الحيرة؟ قلت: لم أرها وقد أنبئت عنها، قال: فإن طالت بك حياةٌ لترين الضغينة -أي المرأة- ترتحل من الحيرة حتى تطوف بالكعبة لا تخاف أحداً إلا الله».[39]
10. كثرة الهرج: في الحديث: «وحتى يكثر الهرج، قالوا: وما الهرج يا رسول الله؟ قال: القتل»،[38] فمن علامات الساعة التي ذكرها الرسول كثرة القتل، حتى إن الرجل يقتل الرجل لا يدري لم قتله، ولا المقتول لم قتل.[29] فعن أبي هريرة أن رسول الله قال «والذي نفسي بيده، لا تذهب الدنيا حتى يأتي يوم لا يدري القاتل فيم قتل، ولا المقتول فيم قتل» فقيل: كيف يكون ذلك؟ قال «الهرج القاتل والمقتول في النار».[40]
11. تمني الموت: روى البخاري عن أبي هريرة أن النبي ذكر من أمارات الساعة: «حَتَّى يَمُرَّ الرَّجُلُ بِقَبْرِ الرَّجُلِ فَيَقُولُ يَا لَيْتَنِي مَكَانَهُ».[15]
12. تقارب الزمان: روى البخاري ومسلم في صحيحيهما عن أبي هريرة أن الرسول قال: «يتقارب الزمان وينقص العمل ويلقى الشح وتظهر الفتن ويكثر الهرج».[41]
13. ظهور الكاسيات العاريات: انتشار التبرج والسفور، وخروج نساء يظهرن بألبسة ضيقة تصف أجسادهن، ويظهرن بألبسة شفافة تظهر عوراتهن. فهن كاسيات من حيث الظاهر، إلا أنهن عاريات بسبب ضيق لباسهن وظهر مفاتنهن. فعن أبي هريرة أن رسول الله قال: «صنفان من أهل النار لم أرهما: قوم معهم سياط كأذناب البقر يضربون بها الناس، ونساء كاسيات عاريات مميلات مائلات، رؤوسهن كأسنمة البخت المائلة، لا يدخلن الجنة، ولا يجدن ريحها، وإن ريحها ليوجد من مسيرة كذا وكذا».[42]
14. قوم يضربون الناس بسياط كأذناب البقر: عن أبي هريرة أن رسول الله قال: «صنفان من أهل النار لم أرهما: قوم معهم سياط كأذناب البقر يضربون بها الناس»، قال عبد العزيز بن باز: «فالرجال الذين بأيديهم سياط كأذناب البقر هم من يتولى ضرب الناس بغير حق من شرطة، أو رجال آخرين من غيرهم، كل من يتولى ضرب الناس بغير حق هو داخل في هذا الحديث.».[43]
15. اتخاذ القرآن مزامير: روي عن النبي: أنه ذكر في أشراط الساعة: «أن يتخذ القرآن مزامير، يقدمون أحدهم ليس بأقرئهم ولا أفضلهم إلا ليغنيهم غناءه».[27]
16. انتشار الزنا: فشو الزنا وكثرته بين الناس، فقد أخبر النبي بأن ذلك من أشراط الساعة. جاء في الصحيحين عن أنس بن مالك قال: قال رسول الله: إن من أشراط الساعة (فذكر منها) ويظهر الزنا". وعن أبي هريرة قال: قال رسول الله: "سيأتي على الناس سنوات خداعات (فذكر الحديث وفيه) وتشيع فيها الفاحشة"، وكذلك استحلال الزنا. فقد جاء في صحيح البخاري عن أبي مالك الأشعري أنه سمع النبي يقول: "ليكونن في أمتي أقوام يستحلون الحر والحرير"، وفي آخر الزمان بعد ذهاب المؤمنين يبقى شرار الناس يتهارجون تهارج الحمر -أي يتناكحون مثل الحمير-، كما جاء في حديث النواس: "ويبقى شرار الناس يتهارجون فيها تهارج الحمر، فعليهم تقوم الساعة".[44]
17. ارتكاب الفاحشة على الطريق: عن أبي يعلى من حديث أبي هريرة قال: «قال رسول الله صلى الله عليه وسلم: والذي نفسي بيده لا تفنى هذه الأمة حتى يقوم الرجل إلى المرأة فيفترشها في الطريق، فيكون خيارهم يومئذ من يقول: لو واريتها وراء هذا الحائط.».[45]
18. ظهور الرواحل الجديدة: عَنْ عَبْدِ اللَّهِ بْنِ عَمْرٍو رَضِيَ اللَّهُ عَنْهُمَا، أَنَّ رَسُولَ اللَّهِ صَلَّى اللهُ عَلَيْهِ وَسَلَّمَ قَالَ: سَيَكُونُ فِي آخِرِ هَذِهِ الْأُمَّةِ رِجَالٌ يَرْكَبُونَ عَلَى الْمَيَاثِرِ حَتَّى يَأْتُوا أَبْوَابَ مَسَاجِدِهِمْ. وقد ذكر الألباني أن المقصود بالمياثر السيارات.[46] وعن عبد الله بن عمر قال: سمعت رسول الله صلى الله عليه وسلم يقول: "يكون في آخر أمتي رجال يركبون على سرج كأشباه الرحال، ينزلون على أبواب المساجد، نساؤهم كاسيات عاريات على رؤوسهن كأسنمة البخت العجاف، العنوهن فإنهن ملعونات، لو كان وراءكم أمة من الأمم خدمتهن نساؤكم كما خدمكم نساء الأمم قبلكم".[47]
19. أن يكون أسعد الناس بالدنيا لكع بن لكع: عَنْ حُذَيْفَةَ بْنِ اليَمَانِ قَالَ: قَالَ رَسُولُ اللَّهِ صَلَّى اللَّهُ عَلَيْهِ وَسَلَّمَ: لَا تَقُومُ السَّاعَةُ حَتَّى يَكُونَ أَسْعَدَ النَّاسِ بِالدُّنْيَا لُكَعُ ابْنُ لُكَعٍ. قال المناوي: "أَي لئيم أحمق دنئ، ابْن لئيم أحمق دنئ". وقال الصنعاني: "أي: حتى تصير الدنيا، من مالها ورياستها وجاهها، للكع ابن لكع، أي يصير رؤوس الناس اللئام، لحقارة شأنها عند الله تعالى، ولأنه يقل الكرام، وتغلب اللئام، وهو من أعلام النبوة".[48]
20. تكلم الرويبضة في شأن العامة: عن عوف بن مالك الأشجعي قال: قال رسول الله صلى الله عليه وسلم: إن أمام الدجال سنين خوادع، يكثر فيها المطر، ويقل فيها النبت، ويصدق فيها الكاذب، ويكذب فيها الصادق، ويؤتمن فيها الخائن، ويخون فيها الأمين، وينطق فيها الرويبضة، قيل: وما الرويبضة يا رسول الله؟ قال: من لا يؤبه له.[49]
21. موت الفجأة: عن أنس أن النبي قال: من اقتراب الساعة أن يرى الهلال قبلًا فيقال لليلتين، وأن تتخذ المساجد طرقا، وأن يظهر موت الفجأة.[50]
22. غلاء مهور النساء وأثمان الخيول: روى الحاكم في مستدركه أن النبي قال: لا تقوم الساعة حتى تتخذ المساجد طرقا، وحتى يسلم الرجل على الرجل بالمعرفة، وحتى تتجر المرأة وزوجها، وحتى تغلو الخيل والنساء، ثم ترخص فلا تغلو إلى يوم القيامة.[51]
23. ضياع الأمانة: عن أبي هريرة: بينما النبي في مجلس يحدث القوم جاءه أعرابي فقال: متى الساعة ؟ فمضى رسول الله ﷺ يحدث، فقال بعض القوم: سمع ما قال، فكره ما قال، وقال بعضهم: بل لم يسمع. حتى إذا قضى حديثه قال أين أراه السائل عن الساعة ؟ قال: ها أنا يا رسول الله، قال: فإذا ضيعت الأمانة فانتظر الساعة، قال: كيف إضاعتها ؟ قال: إذا وسد الأمر إلى غير أهله، فانتظر الساعة.
24. إسناد الأمر إلى غير أهله: في الحديث قال النبي: إذا وسد الأمر إلى غير أهله، فانتظر الساعة.
25. تخوين الأمين وائتمان الخائن: روى الحاكم وغيره عن أبي هريرة أن الرسول قال: «والذي نفس محمد بيده، لا تقوم الساعة حتى يظهر الفحش والبخل، ويخون الأمين ويؤتمن الخائن، ويهلك الوعول ويظهر التحوت».[52]
26. تسليم الخاصة: أي أن الرجل لا يلقي السلام إلا على من يعرفه، مع أن السنة هي إلقاء السلام على من نعرف ومن لم نعرف. عن أبي الجعد قال: لقي عبد الله رجل فقال: السلام عليك يا ابن مسعود. فقال عبد الله: صدق الله ورسوله، سمعت رسول الله وهو يقول: إن من أشراط الساعة، أن يمر الرجل بالمسجد، لا يصلي فيه ركعتين وألا يسلم الرجل إلا على من يعرف.[53] وروى أحمد بن حنبل في مسنده عن عبد الله بن مسعود أن النبي قال: إنَّ بينَ يديِ الساعةِ تسليمَ الخاصةِ، وفُشُوَّ التِّجارةِ، حتى تعينَ المرأةُ زوجَها على التجارةِ، وقطعِ الأرحامِ، وشهادةِ الزورِ، وكتمانِ شهادةِ الحقّ، وظهورِ القلمِ.[54]
27. المرور بالمسجد دون الصلاة فيه: عن ابن مسعود قال: صدق الله ورسوله، سمعت رسول الله وهو يقول: إن من أشراط الساعة، أن يمر الرجل بالمسجد، لا يصلي فيه ركعتين وألا يسلم الرجل إلا على من يعرف.[53]
28. فشو التجارة: انتشار التجارة وعمل أكثر الناس بها، عن عمرو بن تغلب أن رسول الله قال: «إن من أشراط الساعة: أن يفشو المال ويكثر، وتفشو التجارة ويظهر الجهل ويبيع الرجل البيع، فيقول: لا، حتى أستأمر تاجر بني فلان، ويلتمس في الحي العظيم الكاتب لا يوجد».[55] وعن عبد الله بن مسعود أن النبي قال: إنَّ بينَ يديِ الساعةِ تسليمَ الخاصةِ، وفُشُوَّ التِّجارةِ.[54]
29. مشاركة المرأة زوجها في التجارة: عن عبد الله بن مسعود أن النبي قال: إنَّ بينَ يديِ الساعةِ تسليمَ الخاصةِ، وفُشُوَّ التِّجارةِ، حتى تعينَ المرأةُ زوجَها على التجارةِ.[54]
30. قطع الأرحام: عن عبد الله بن عمرو أن النبي قال: «لا تقوم الساعة حتى يظهر الفحش والتفاحش، وقطيعة الرحم».[54][56]
31. شهادة الزور. عن عبد الله بن مسعود أن النبي قال: إنَّ بينَ يديِ الساعةِ تسليمَ الخاصةِ، وفُشُوَّ التِّجارةِ، حتى تعينَ المرأةُ زوجَها على التجارةِ، وقطعِ الأرحامِ، وشهادةِ الزورِ.[54]
32. كتمان شهادة الحق: عن عبد الله بن مسعود أن النبي قال: إنَّ بينَ يديِ الساعةِ تسليمَ الخاصةِ، وفُشُوَّ التِّجارةِ، حتى تعينَ المرأةُ زوجَها على التجارةِ، وقطعِ الأرحامِ، وشهادةِ الزورِ، وكتمانِ شهادةِ الحقّ.[54]
33. ظهور الجهل: أخبر النبي أنه مع اقتراب الساعة سيظهر الجهل وينتشر، فقد قال: إن بين يدي الساعة لأياما يرفع فيها العلم وينزل فيها الجهل.[57] وفي رواية: إن بين يدي الساعة لأياما يرفع فيها العلم، ويفشو فيها الجهل.[58] وقال كذلك: يأتي على الناس زمان لا يدرى فيه ما صلاة؟ ما صيام؟ ما صدقة.[59]
34. هلاك الوعول وظهور التحوت: موت أشرف الناس وعقلائهم، ثم يظهر التحوت وهم جهال الناس. عن أبي هريرة أن الرسول قال: «والذي نفس محمد بيده، لا تقوم الساعة حتى يظهر الفحش والبخل، ويخون الأمين ويؤتمن الخائن، ويهلك الوعول ويظهر التحوت» قالوا: يا رسول الله وما الوعول وما التحوت؟ قال الوعول وجوه الناس وأشرافهم، والتحوت الذين كانوا تحت أقدام الناس لا يعلم بهم.[52]
35. ظهور الفحش والبخل: عن أبي هريرة أن الرسول قال: «والذي نفس محمد بيده، لا تقوم الساعة حتى يظهر الفحش والبخل».[52] وعن عبد الله بن عمرو أن النبي قال: «لا تقوم الساعة حتى يظهر الفحش والتفاحش».[56]
36. سوء الجوار: عن عبد الله بن عمرو أن النبي قال: «لا تقوم الساعة حتى يظهر الفحش والتفاحش، وقطيعة الرحم، وسوء المجاورة، وحتى يؤتمن الخائن ويخون الأمين».[56]
37. عقوق الوالدين: عن أبي هريرة قال: "قال رسول الله ﷺ: إذا اتخذ الفيء دولًا، والأمانة مغنمًا، والزكاة مغرمًا، وتعلم لغير الدين، وأطاع الرجل امرأته، وعق أمه، وأدنى صديقه، وأقصى أباه، وظهرت الأصوات في المساجد، وساد القبيلة فاسقهم، وكان زعيم القوم أرذلهم، وأكرم الرجل مخافة شره، وظهرت القينات والمعازف، وشربت الخمر، ولعن آخر هذه الأمة أولها".[60]
38. اتخاذ الفيء دولًا والأمانة مغنمًا والزكاة مغرمًأ: الفيء هو ما يغنمه المجاهدون من مال وغيره من غير قتال، إما بهرب العدو، أو استسلامه، وفي آخر الزمان يخالف الناس قسمة الفيء حسب الشريعة الإسلامية، ويتقاسم الفيء الأغنياء ويتداولونه بينهم. كما في حديث أبي هريرة أن رسول الله قال: «إذا اتخذ الفيء دولًا، والأمانة مغنمًا، والزكاة مغرمًا، وتعلم لغير الدين».[60]
39. عدم المبالاة بمصدر المال: لا يبالي الناس بمصدر المال حراماً كان أو حلالاً. حيث قال: ليأتين على الناس زمان لا يبالي المرء بما أخذ المال أمن حلال أمن حرام.[61]
40. إمارة السفهاء وبيع الحكم وكثرة الشرط: إمارة نقصاء العقل، وبيع الحكم هو تولية المناصب عن طريق الرشوة، وكثرة الشرطة، عن عوف بن مالك رضي الله عنه عن النبي صلى الله عليه وسلم قال: «أخاف عليكم ستًّا: إمارة السفهاء، وسفك الدم، وبيع الحكم، وقطيعة الرحم، ونشواً يتخذون القرآن مزامير، وكثرة الشرط».[27]
41. كثرة النساء وقلة الرجال: عن قتادة عن أنس قال: «لأحدثنكم حديثا سمعته من رسول الله صلى الله عليه وسلم لا يحدثكم به أحد غيري سمعت رسول الله صلى الله عليه وسلم يقول إن من أشراط الساعة أن يرفع العلم ويكثر الجهل ويكثر الزنا ويكثر شرب الخمر ويقل الرجال ويكثر النساء حتى يكون لخمسين امرأة القيم الواحد». قال ابن حجر العسقلاني: قَوْلُهُ الْقَيِّمُ الْوَاحِدُ أَيِ الَّذِي يَقُومُ بِأُمُورِهِنَّ وَيَحْتَمِلُ أَنْ يُكَنَّى بِهِ عَنِ اتِّبَاعِهِنَّ لَهُ لِطَلَبِ النِّكَاحِ حَلَالًا أَوْ حَرَامًا.[62]
42. تعلم العلم لغير الله: تعلم العلم من الناس لا يكون هادفًا للحصول على ثواب لله بل لغرض دنيوي ويكون ذلك من أشراط الساعة، عن أبي هريرة قال: "قال رسول الله ﷺ: إذا اتخذ الفيء دولًا، والأمانة مغنمًا، والزكاة مغرمًا، وتعلم لغير الدين". قال الطيبي: أي يتعلمون العلم لطلب الجاه والمال لا للدين ونشر الأحكام بين المسلمين؛ لإظهار دين الله.[60]

### علامات لم تقع بعد

#### علامات غير مرتبة زمنيًا
1. عودة الخلافة على منهاج النبوة: أخبر النبي أن الخلافة بعده ثلاثون عامًا، ثم تكون ملكًا عضوضًا، ثم تكون ملكًا جبريًا وهو من الجبروت والظلم، ثم تعود خلافة على منهاج النبوة. عن حذيفة: قال رسول الله صلى الله عليه وسلم: تكون النبوة فيكم ما شاء الله أن تكون، ثم يرفعها الله إذا شاء أن يرفعها، ثم تكون خلافة على منهاج النبوة فتكون ما شاء الله أن تكون، ثم يرفعها الله إذا شاء أن يرفعها، ثم تكون ملكًا عاضًا فيكون ما شاء الله أن يكون، ثم يرفعها إذا شاء الله أن يرفعها، ثم تكون ملكًا جبرية فتكون ما شاء الله أن تكون، ثم يرفعها الله إذا شاء أن يرفعها، ثم تكون خلافة على منهاج النبوة، ثم سكت.[63]
2. عودة جزيرة العرب مروجا وأنهارا: هي علامةٌ من علامات الساعة الصغرى التي أخبر بها نبي الإسلام محمد، حيث أن صحراء شبه الجزيرة العربية ستغطيها المروج ـ أي المراعي ـ والأنهار، في آخر الزمان قبل قيام الساعة وأنها ستعود إلى حالتها الأولى، وأن طبيعتها الصحراوية الجافة هي حالة طارئة عليها.[64] فعن أبي هريرة أن الرسول قال: لا تقوم الساعة حتى تعود أرض العرب مروجا وأنهارا.[64]
3. انحسار الفرات عن جبل من ذهب: روى البخاري في صحيحه في كتاب الفتن باب خروج النار، ومسلم في كتاب الفتن باب لا تقوم الساعة حتى يحسر الفرات عن جبل من ذهب. فعن أبي هريرة قال: قال رسول الله: (لا تقوم الساعة حتى يُحْسَر الفرات عن جبل من ذهب يقتتل الناس عليه، فيقتل من كل مائة تسعة وتسعون، فيقول كل رجل منهم: لعلي أكون أنا أنجو).[65][66]
4. إخراجُ الأرضِ كنوزَهَا المخبوءة: روى مسلم في صحيحه عن أبي هريرة قال: قال رسول الله: «تَقِيءُ الْأَرْضُ أَفْلَاذَ كَبِدِهَا أَمْثَالَ الْأُسْطُوَانِ مِنْ الذَّهَبِ وَالْفِضَّةِ، فَيَجِيءُ الْقَاتِلُ فَيَقُولُ فِي هَذَا قَتَلْتُ وَيَجِيءُ الْقَاطِعُ، فَيَقُولُ فِي هَذَا قَطَعْتُ رَحِمِي، وَيَجِيءُ السَّارِقُ، فَيَقُولُ فِي هَذَا قُطِعَتْ يَدِي ثُمَّ يَدَعُونَهُ فَلَا يَأْخُذُونَ مِنْهُ شَيْئًا».[4]
5. انتفَاخ الأهلّة: من علامات اقتراب الساعة أن يرى الهلال عند بدو ظهوره كبيراً حتى يقال ساعة خروجه إنه لليلتين أو ثلاثة، فعن ابن مسعود قال: قال رسول الله: «مِن اقْتِرابِ السَّاعَةِ انتِفَاخُ الأهِلَّةِ». وعن أنس قال: قال رسول الله: «مِنَ اقْتِرَابِ السَّاعَةِ أَنْ يُرَى الْهِلاَلُ قَبَلاً فَيُقَالُ: لِلَيْلَتَيْنِ، وَأَنْ تُتخذَ المَسَاجِدُ طُرُقاً».[4]
6. خسف وقذف ومسخ: عن عائشة قالت: قال رسول الله: «يكون في آخر هذه الأمة خسف ومسخ وقذف، قالت: قلت: يا رسول الله أنهلك وفينا الصالحون؟ قال: نعم إذا ظهر الخبث».
7. تكليم السّبَاع والجمَاد الإنسَ: روى أحمد في مسنده عن أبي سعيد الخدري، قَالَ رَسُولُ اللَّهِ صَلَّى اللَّهُ عَلَيْهِ وَسَلَّمَ: صَدَقَ وَالَّذِي نَفْسِي بِيَدِهِ لَا تَقُومُ السَّاعَةُ حَتَّى يُكَلِّمَ السِّبَاعُ الْإِنْسَ وَيُكَلِّمَ الرَّجُلَ عَذَبَةُ سَوْطِهِ وَشِرَاكُ نَعْلِهِ وَيُخْبِرَهُ فَخِذُهُ بِمَا أَحْدَثَ أَهْلُهُ بَعْدَهُ.[4]
8. محاصَرة المسلمين إلى المدينَة: من أشراط الساعة أن يهزم المسلمون، وينحسر ظلهم، ويحيط بهم أعداؤهم ويحاصروهم في المدينة المنورة. عن ابن عمر قال: قال رسول الله: «يُوشِكُ الْمُسْلِمُونَ أَنْ يُحَاصَرُوا إِلَى الْمَدِينَةِ حَتَّى يَكُونَ أَبْعَدَ مَسَالِحِهِمْ سَلَاحِ».[4]
9. فتنة الأحلاس والسراء والدهيماء: هي ثلاث فتن عظيمة شديدة ستقع في الأمة ولم تقع بعد، [4][67] روى أبو داود وأحمد وصححه الحاكم وأقره الذهبي عن عبد الله بن عمر يقول: «كُنَّا قُعُودًا عِنْدَ رَسُولِ اللَّهِ فَذَكَرَ الْفِتَنَ فَأَكْثَرَ فِي ذِكْرِهَا حَتَّى ذَكَرَ فِتْنَةَ الْأَحْلَاسِ فَقَالَ قَائِلٌ يَا رَسُولَ اللَّهِ وَمَا فِتْنَةُ الْأَحْلَاسِ قَالَ هِيَ هَرَبٌ وَحَرْبٌ ثُمَّ فِتْنَةُ السَّرَّاءِ دَخَنُهَا مِنْ تَحْتِ قَدَمَيْ رَجُلٍ مِنْ أَهْلِ بَيْتِي يَزْعُمُ أَنَّهُ مِنِّي وَلَيْسَ مِنِّي وَإِنَّمَا أَوْلِيَائِي الْمُتَّقُونَ ثُمَّ يَصْطَلِحُ النَّاسُ عَلَى رَجُلٍ كَوَرِكٍ عَلَى ضِلَعٍ ثُمَّ فِتْنَةُ الدُّهَيْمَاءِ لَا تَدَعُ أَحَدًا مِنْ هَذِهِ الْأُمَّةِ إِلَّا لَطَمَتْهُ لَطْمَةً فَإِذَا قِيلَ انْقَضَتْ تَمَادَتْ يُصْبِحُ الرَّجُلُ فِيهَا مُؤْمِنًا وَيُمْسِي كَافِرًا حَتَّى يَصِيرَ النَّاسُ إِلَى فُسْطَاطَيْنِ فُسْطَاطِ إِيمَانٍ لَا نِفَاقَ فِيهِ وَفُسْطَاطِ نِفَاقٍ لَا إِيمَانَ فِيهِ فَإِذَا كَانَ ذَاكُمْ فَانْتَظِرُوا الدَّجَّالَ مِنْ يَوْمِهِ أَوْ مِنْ غَدِهِ.».[68]
10. خروج رجل من قحطان: يخرج رجل من قحطان من قبيلة عربية معروفة تدين له الناس بالطاعة وتجتمع عليه بالكلمة، ذكر البخاري حديثه في باب تغير الزمان ومسلم في كتاب الفتن وأشراط الساعة، عن أبي هريرة رضي الله عنه قال: قال رسول الله: «لا تقوم الساعة حتى يخرج رجل من قحطان يسوق الناس بعصاه».[69] قال القرطبي: قوله يسوق الناس بعصاه: كناية عن استقامة الناس وانعقادهم إليه واتفاقهم عليه، ولم يُرِد نفس العصا، وإنما ضرب بها مثلاً لطاعتهم له واستيلائه عليهم، إلا أن في ذكرها دليلاً على خشونته عليهم وعنفه بهم.[70] وروى الطبراني عن حاصل الصدفي عن النبي صلى الله عليه وسلم قال: سيكون بعدي خلفاء، ومن بعد الخلفاء أمراء، ومن بعد الأمراء ملوك، ومن بعد الملوك جبابرة، ثم يخرج رجل من أهل بيتي، يملأ الأرض عدلاً كما ملئت جورًا، ثم يؤمر بعده القحطاني. فوالذي بعثني بالحق ما هو بدونه.[63]
11. الجهجاه: رجل من الموالي يخرج في آخر الزمان، يصير إليه الملك، روى أحمد وصححه أحمد شاكر عن أبي هريرة قال: قال رسول الله: لا يذهب الليل والنهار حتى يملك رجل من الموالي يقال له: الجهجاه.

#### علامات مُرتبة زمنيًا
1. خروُج المَهدي: جاء في الأحاديث النبوية أن الله يبعث في آخر الزمان خليفة يكون حكماً عدلاً، يلي أمر هذه الأمة من آل بيت النبي من نسل فاطمة، يوافق اسمه اسم الرسول، واسم أبيه اسم أبيه، وقد وصفته الأحاديث بأنه أجلى الجبهة، أقنى الأنف، يملأ الأرض عدلاً، بعد أن ملئت جوراً وظلماً، ويحكم سبع سنين ومن الأحاديث التي وردت في هذا: عن عبد الله بن مسعود قال : قال رسول الله صلى الله عليه وسلم: «لَا تَذْهَبُ الدُّنْيَا حَتَّى يَمْلِكَ الْعَرَبَ رَجُلٌ مِنْ أَهْلِ بَيْتِي يُوَاطِئُ اسْمُهُ اسْمِي»، وفي رواية لأبي داود قال: «لَوْ لَمْ يَبْقَ مِنَ الدُّنْيَا إِلاَّ يَوْمٌ لَطَوَّلَ اللَّهُ ذَلِكَ الْيَوْمَ حَتَّى يَبْعَثَ فِيهِ رَجُلاً مِنِّى - أَوْ : مِنْ أَهْلِ بَيْتِى - يُوَاطِئُ اسْمُهُ اسْمِى وَاسْمُ أَبِيهِ اسْمَ أَبِى يَمْلأُ الأَرْضَ قِسْطًا وَعَدْلاً كَمَا مُلِئَتْ ظُلْمًا وَجَوْرًا».[4]
2. خسف البيداء: هو خسف يحدث في صحراء بين مكة والمدينة بجيش كان سيغزو البيت الحرام؛ يُرجح العلماء أن هذا الجيش سيخرج لقتال المهدي، فيُخسَف به في الصحراء.[71][72][73] جاء في صحيح البخاري: «عَنْ نَافِعِ بْنِ جُبَيْرِ بْنِ مُطْعِمٍ قَالَ حَدَّثَتْنِي عَائِشَةُ رَضِيَ اللَّهُ عَنْهَا قَالَتْ: قَالَ رَسُولُ اللَّهِ صَلَّى اللَّهُ عَلَيْهِ وَسَلَّمَ: يَغْزُو جَيْشٌ الْكَعْبَةَ فَإِذَا كَانُوا بِبَيْدَاءَ مِنْ الْأَرْضِ يُخْسَفُ بِأَوَّلِهِمْ وَآخِرِهِمْ، قَالَتْ: قُلْتُ يَا رَسُولَ اللَّهِ كَيْفَ يُخْسَفُ بِأَوَّلِهِمْ وَآخِرِهِمْ وَفِيهِمْ أَسْوَاقُهُمْ، وَمَنْ لَيْسَ مِنْهُمْ، قَالَ: يُخْسَفُ بِأَوَّلِهِمْ وَآخِرِهِمْ، ثُمَّ يُبْعَثُونَ عَلَى نِيَّاتِهِمْ.»[74]
3. هدنة بين المسلمين والروم: روى البخاري عن عوف بن مالك قال: «أَتَيْتُ النَّبِيَّ ﷺ فِي غَزْوَةِ تَبُوكَ وَهُوَ فِي قُبَّةٍ مِنْ أَدَمٍ، فَقَالَ: «اعْدُدْ سِتًّا بَيْنَ يَدَيِ السَّاعَةِ .. ثُمَّ هُدْنَةٌ تَكُونُ بَيْنَكُمْ وَبَيْنَ بَنِي الْأَصْفَرِ فَيَغْدِرُونَ، فَيَأْتُونَكُمْ تَحْتَ ثَمَانِينَ غَايَةً، تَحْتَ كُلِّ غَايَةٍ اثْنَا عَشَرَ أَلْفًا».[12]
4. نزول الروم بالأعماق: أي احتلال الروم لأعماق بلاد المسلمين، وهي تحدث بعد الهدنة، روى مسلم في صحيحه عن أبي هريرة أن النبي قال: لا تَقُومُ السَّاعَةُ حتَّى يَنْزِلَ الرُّومُ بالأعْماقِ، أوْ بدابِقٍ.[75]
5. الملحمة الكبرى: هي معركة كبيرة تحدث في نهاية الزمان بين المسلمين والروم بعد نزول الروم بالأعماق، وتحدث قبل ظهور المسيح الدجال وعلامات الساعة الكبرى. روى أبو داود وابن ماجه في سننهما عن ذِي مِخْبَرٍ قَالَ: سَمِعْتُ رَسُولَ اللَّهِ صَلَّى اللهُ عَلَيْهِ وَسَلَّمَ يَقُولُ: سَتُصَالِحُونَ الرُّومَ صُلْحًا آمِنًا، فَتَغْزُونَ أَنْتُمْ وَهُمْ عَدُوًّا مِنْ وَرَائِكُمْ، فَتُنْصَرُونَ، وَتَغْنَمُونَ، وَتَسْلَمُونَ، ثُمَّ تَرْجِعُونَ حَتَّى تَنْزِلُوا بِمَرْجٍ ذِي تُلُولٍ، فَيَرْفَعُ رَجُلٌ مِنْ أَهْلِ النَّصْرَانِيَّةِ الصَّلِيبَ فَيَقُولُ: غَلَبَ الصَّلِيبُ، فَيَغْضَبُ رَجُلٌ مِنَ الْمُسْلِمِينَ، فَيَدُقُّهُ، فَعِنْدَ ذَلِكَ تَغْدِرُ الرُّومُ، وَتَجْمَعُ لِلْمَلْحَمَةِ.[76] وروى مسلم في صحيحه عن أبي هريرة أن النبي قال: فَيَخْرُجُ إليهِم جَيْشٌ مِنَ المَدِينَةِ، مِن خِيارِ أهْلِ الأرْضِ يَومَئذٍ، فإذا تَصافُّوا، قالتِ الرُّومُ: خَلُّوا بيْنَنا وبيْنَ الَّذِينَ سَبَوْا مِنَّا نُقاتِلْهُمْ، فيَقولُ المُسْلِمُونَ: لا، واللَّهِ لا نُخَلِّي بيْنَكُمْ وبيْنَ إخْوانِنا، فيُقاتِلُونَهُمْ، فَيَنْهَزِمُ ثُلُثٌ لا يَتُوبُ اللَّهُ عليهم أبَدًا، ويُقْتَلُ ثُلُثُهُمْ، أفْضَلُ الشُّهَداءِ عِنْدَ اللهِ، ويَفْتَتِحُ الثُّلُثُ، لا يُفْتَنُونَ أبَدًا فَيَفْتَتِحُونَ قُسْطَنْطِينِيَّةَ.[75]
6. فتح القسطنطينية: وهي نتيجة الملحمة الكبرى وفقًا لحديث مسلم في صحيحه عن أبي هريرة: «لا يُفْتَنُونَ أبَدًا فَيَفْتَتِحُونَ قُسْطَنْطِينِيَّةَ».[75]
7. فتح رومية: تٌفتح روما بعد فتح القسطنطينية، روى الحاكم في المستدرك وغيره عن عبد الله بن عمرو قال: بينما نحن حول رسول الله صلى الله عليه وسلم نكتب إذ سئل رسول الله صلى الله عليه وسلم أي المدينتين تفتح أولا قسطنطينية أو رومية؟ فقال النبي صلى الله عليه وسلم لا بل مدينة هرقل أولا ـ يعني القسطنطينية.[77]

#### علامات مزامنة لعلامات الساعة الكبرى
هي علامات وأمارات صغرى تقع في زمن علامات الساعة الكبرى
1. قتال اليهود وكلام الشجر والحجر: ورد في حديث صحيح أن عيسى يهزم اليهود الذين يتبعون المسيح الدجال ويقتلون أشد القتل. فلا تبقى دابة ولا شجرة ولا حجر يتوارى به يهودي إلا نطق ذلك الشيء فيقول: يا عبد الله المسلم هنا يهودي فتعال فاقتله إلا الغرقد فإنه لا ينطق.[78] فقد روى أحمد بن حنبل في مسنده حديث يربط الواقعتين ببعضهما: عن عبد الله بن عمر: «أن رسول الله صلى الله عليه وسلم قال: يَنْزِلُ الدَّجَّالُ فِي هَذِهِ السَّبَخَةِ بِمَرِّ قَنَاةَ، فَيَكُونُ أَكْثَرَ مَنْ يَخْرُجُ إِلَيْهِ النِّسَاءُ، حَتَّى إِنَّ الرَّجُلَ لَيَرْجِعُ إِلَى حَمِيمِهِ وَإِلَى أُمِّهِ وَابْنَتِهِ وَأُخْتِهِ وَعَمَّتِهِ، فَيُوثِقُهَا رِبَاطًا مَخَافَةَ أَنْ تَخْرُجَ إِلَيْهِ، ثُمَّ يُسَلِّطُ اللهُ الْمُسْلِمِينَ عَلَيْهِ، فَيَقْتُلُونَهُ وَيَقْتُلُونَ شِيعَتَهُ، حَتَّى إِنَّ الْيَهُودِيَّ لَيَخْتَبِئُ تَحْتَ الشَّجَرَةِ أَوِ الْحَجَرِ فَيَقُولُ الْحَجَرُ أَوِ الشَّجَرَةُ لِلْمُسْلِمِ: هَذَا يَهُودِيٌّ تَحْتِي فَاقْتُلْهُ.»[79] قال ابن حجر: «والمراد لقتال اليهود وقوع ذلك إذا خرج الدجال ونزل عيسى، ووراء الدجال سبعون ألف يهودي كلهم ذو سيف محلى، فيدركه عيسى عند باب لُدّ فيقتله ويهزم اليهود، فلا يبقى شيء مما يتوارى به يهودي إلا أنطق الله ذلك الشيء، فقال: «يا عبد الله -للمسلم- هذا يهودي فتعال فاقتله»، إلا الغرقد فإنها من شجرهم.»[80]
2. رفع القرآن من المصاحف والصدور: عَنْ عبد الله بن مَسْعُودٍ قَالَ: «لَيُسْرَيَنَّ عَلَى الْقُرْآنِ ذَاتَ لَيْلَةٍ فَلا يُتْرَكُ آيَةٌ فِي مُصْحَفٍ وَلا فِي قَلْبِ أَحَدٍ إِلا رُفِعَتْ».[81]
3. ترك الحج لبيت الله الحرام: في الحديث: «لا تقوم الساعة حتى لا يحج البيت»، [82] وذلك بعد يأجوج ومأجوج.[83]
4. عودة بعض قبائل العرب لعبادة الأصنام: في الحديث: «لا تقوم الساعة حتى تضطرب أليات نساء دوس، حول ذي الخلصة».[84]
5. هدم الكعبة على يدي رجل من الحبشة: في الحديث: «يُخَرِّبُ الْكَعْبَةَ ذُو السُّوَيْقَتَيْنِ مِنْ الْحَبَشَة»، وزاد من رواية أحمد: ويسلبها حليتها، ويجردها من كسوتها، ولكأني أنظر إليه أصيلع أفيدع يضرب عليها بمسحاته ومعوله.[85] وذكر ابن حجر أن هذا الفعل لا يقع إلا في آخر الزمان قرب قيام الساعة.[86]
6. فناء قبيلة قريش: عن أبي هريرة أن النبي قال: أَسْرَعُ قَبَائِلِ الْعَرَبِ فَنَاءً قُرَيْشٌ وَيُوشِكُ أَنْ تَمُرَّ الْمَرْأَةُ بِالنَّعْلِ فَتَقُولَ إِنَّ هَذَا نَعْلُ قُرَشِيٍّ.[87]

## علامات الساعة الكبرى
علامات الساعة الكبرى هي العشر علامات التي وردت في حديث حذيفة بن أسيد الغفاري وهي:
1. الدجال
2. نزول عيسى بن مريم
3. ظهور يأجوج ومأجوج
4. ظهور دابة تكلم الناس
5. طلوع الشمس من مغربها
6. الدخان
7. خسف بالمشرق
8. خسف بالمغرب
9. خسف بجزيرة العرب
10. نار تخرج من اليمن تطرد الناس إلى محشرهم[5]

### ترتيبها
اختلف العلماء في ترتيب علامات الساعة الكبرى العشر، وأبرز الاختلاف في زمن طلوع الشمس من مغربها. وسبب اختلاف العلماء ما روى مسلم عن عبد الله بن عمر بن الخطاب قال: حفظت من رسول الله أنه قال: «أول الآيات خروجاً طلوع الشمس من مغربها، وخروج الدابة على الناس ضحى، وأيتهما ما كانت قبل صاحبتها فالأخرى على أثرها قريباً منها». بينما رجّح ابن حجر العسقلاني ومحمد شمس الحق العظيم آبادي وغيرهم أن المقصود بأن طلوع الشمس من مغربها أول الآيات؛ أنها أول القسم الثاني من الآيات والقسم الثاني هو الذي يكون بعد وفاة عيسى بن مريم. قال ابن حجر في الفتح: «الذي يترجح من مجموع الأخبار، أن خروج الدجال أول الآيات العظام المؤذنة بتغير الأحوال العامة في معظم الأرض، وأن طلوع الشمس من المغرب هو أول الآيات العظام المؤذنة بتغير أحوال العالم العلوي، ولعل خروج الدابة يقع في نفس اليوم الذي تطلع فيه الشمس من المغرب. قال الحاكم: الذي يظهر أن طلوع الشمس يسبق خروج الدابة، ثم تخرج الدابة في ذلك اليوم أو الذي يقرب منه». كما رتب شمس الدين القرطبي العلامات الكبرى في كتابه التذكرة بأحوال الموتى وأمور الآخرة على النحو التالي: ظهور الدجال، ثم نزول عيسى، ثم خروج يأجوج ومأجوج، ثم الدابة، ثم طلوع الشمس من مغربها. فقال:
| علامات الساعة في الإسلام | أول الآيات ظهوراً الدجال، ثم نزول عيسى عليه السلام، ثم خروج يأجوج ومأجوج، فإذا قتلهم الله بالنغف في أعناقهم على ما يأتي، وقبض الله تعالى نبيه عيسى عليه السلام، وخلت الأرض منا، وتطاولت الأيام على الناس، وذهب معظم دين الإسلام، أخذ الناس في الرجوع إلى عاداتهم، وأحدثوا الأحداث من الكفر والفسوق، كما أحدثوه بعد كل قائم نصبه الله تعالى بينه وبينهم حجة عليهم ثم قبضه، فيخرج الله تعالى لهم دابة من الأرض، فتميز المؤمن من الكافر، ليرتدع بذلك الكفار عن كفرهم والفساق عن فسقهم، ويستبصروا وينزعوا عما هم فيه من الفسوق والعصيان، ثم تغيب الدابة عنهم ويمهلون، فإذا أصروا على طغيانهم طلعت الشمس من مغربها، ولم يقبل بعد ذلك لكافر ولا فاسق توبة، وأزيل الخطاب والتكليف عنهم، ثم كان قيام الساعة على أثر ذلك قريباً، لأن الله تعالى يقول: ﴿وما خلقت الجن والإنس إلا ليعبدون﴾، فإذا قطع عنهم التعبد لم يقرهم بعد ذلك في الأرض زماناً طويلاً. | علامات الساعة في الإسلام |

بينما رتبها عبد الرحمن المباركفوري في كتابه تحفة الأحوذي بشرح جامع الترمذي على النحو التالي: الدخان، ثم الدجال، ثم نزول عيسى، ثم يأجوج ومأجوج، ثم خروج الدابة، ثم طلوع الشمس من مغربها، فقال:
| علامات الساعة في الإسلام | اعْلَمْ أَنَّ الرِّوَايَاتِ قَدِ اختلفت في ترتيب الآيات العشر، ولذا اخْتَلَفَ أَهْلُ الْعِلْمِ فِي تَرْتِيبِهَا، فَقَدْ قِيلَ إِنَّ أَوَّلَ الْآيَاتِ الدُّخَانُ، ثُمَّ خُرُوجُ الدَّجَّالِ، ثُمَّ نُزُولُ عِيسَى عَلَيْهِ السَّلَامُ، ثُمَّ خُرُوجُ يَأْجُوجَ وَمَأْجُوجَ، ثُمَّ خُرُوجُ الدَّابَّةِ، ثُمَّ طُلُوعُ الشَّمْسِ مِنْ مَغْرِبِهَا، فَإِنَّ الْكُفَّارَ يُسْلِمُونَ فِي زَمَنِ عِيسَى عَلَيْهِ السَّلَامُ حَتَّى تَكُونَ الدَّعْوَةُ وَاحِدَةً، وَلَوْ كَانَتِ الشَّمْسُ طَلَعَتْ مِنْ مَغْرِبِهَا قَبْلَ خُرُوجِ الدَّجَّالِ وَنُزُولِهِ لَمْ يَكُنِ الْإِيمَانُ مَقْبُولًا مِنَ الْكُفَّارِ، فَالْوَاوُ لِمُطْلَقِ الْجَمْعِ فَلَا يَرِدُ أَنَّ نُزُولَهُ قَبْلَ طُلُوعِهَا، وَلَا مَا وَرَدَ أَنَّ طُلُوعَ الشَّمْسِ أَوَّلُ الْآيَاتِ، وَقَالَ فِي فَتْحِ الْوَدُودِ: قِيلَ أَوَّلُ الْآيَاتِ الْخَسُوفَاتُ، ثُمَّ خُرُوجُ الدَّجَّالِ، ثُمَّ نُزُولُ عِيسَى عَلَيْهِ السَّلَامُ، ثُمَّ خُرُوجُ يَأْجُوجَ وَمَأْجُوجَ، ثُمَّ الرِّيحُ الَّتِي تُقْبَضُ عِنْدَهَا أَرْوَاحُ أَهْلِ الْإِيمَانِ، فَعِنْدَ ذَلِكَ تَخْرُجُ الشَّمْسُ مِنْ مَغْرِبِهَا، ثُمَّ تَخْرُجُ دَابَّةُ الْأَرْضِ، ثُمَّ يَأْتِي الدُّخَانُ، قَالَ صَاحِبُ فَتْحِ الْوَدُودِ: وَالْأَقْرَبُ فِي مِثْلِهِ التَّوَقُّفُ وَالتَّفْوِيضُ إِلَى عَالِمِهِ. | علامات الساعة في الإسلام |

### تفصيلها
يُقسِّم بعض العلماء علامات الساعة الكبرى إلى قسمين: علامات يراها المؤمنون، وعلامات لا يراها إلا الكفار.
وفقًا لما رواه مسلم في صحيحه من حديث أبي هريرة، فإنه بعد انتهاء الملحمة الكبرى وفتح القسطنطينية وأثناء اقتسام الغنائم، يسمعون الشيطان ينادي أن الدجال قد ظهر، وعندما يصلون إلى الشام، يخرج الدجال؛ ثم ينزل عيسى بن مريم عند المنارة البيضاء، فيصلي خلف إمام المسلمين، ثم يواجه الدجال، فإذا رآه الدجال يذوب، فيقتله عيسى بحربته عند باب لد. ففي الحديث: «فَبيْنَما هُمْ يَقْتَسِمُونَ الغَنائِمَ، قدْ عَلَّقُوا سُيُوفَهُمْ بالزَّيْتُونِ، إذْ صاحَ فِيهِمِ الشَّيْطانُ: إنَّ المَسِيحَ قدْ خَلَفَكُمْ في أهْلِيكُمْ، فَيَخْرُجُونَ، وذلكَ باطِلٌ، فإذا جاؤُوا الشَّامَ خَرَجَ، فَبيْنَما هُمْ يُعِدُّونَ لِلْقِتالِ، يُسَوُّونَ الصُّفُوفَ، إذْ أُقِيمَتِ الصَّلاةُ، فَيَنْزِلُ عِيسَى ابنُ مَرْيَمَ صَلَّى اللَّهُ عليه وسلَّمَ، فأمَّهُمْ، فإذا رَآهُ عَدُوُّ اللهِ، ذابَ كما يَذُوبُ المِلْحُ في الماءِ، فلوْ تَرَكَهُ لانْذابَ حتَّى يَهْلِكَ، ولَكِنْ يَقْتُلُهُ نبي اللَّهُ بيَدِهِ، فيُرِيهِمْ دَمَهُ في حَرْبَتِهِ».
ووفقًا لما رواه مسلم من حديث النواس بن سمعان أنه بعد مقتل الدجال، يُوحي الله لعيسى بن مريم: «إنِّي قدْ أَخْرَجْتُ عِبَادًا لِي، لا يَدَانِ لأَحَدٍ بقِتَالِهِمْ، فَحَرِّزْ عِبَادِي إلى الطُّور». فيفر المؤمنون وعيسى من يأجوج ومأجوج إلى جبل الطور بسيناء. فيمر يأجوج ومأجوج على بحيرة طبرية فيشربونها، ويظل عيسى والمؤمنون يدعون حتى يُرسل الله النعف في رقاب يأجوج ومأجوج فيموتون، ثم يُرسل الطير تحمل أجسادهم إلى مكان بعيد، ثم ينزل المطر فيغسل الأرض وتنبت، وينزل عيسى ومن معه من الجبل، ويمكث في الأرض أربعين سنة، ثم يتوفى ويصلي عليه المسلمون.
وتطلع الشمس من مغربها، فإذا طلعت يُغلق باب التوبة، يقول النبي محمد: «لَا تَقُومُ السَّاعَةُ حَتَّى تَطْلُعَ الشَّمْسُ مِنْ مَغْرِبِهَا، فَإِذَا رَآهَا النَّاسُ، آمَنَ مَنْ عَلَيْهَا، فَذَاكَ حِينَ لَا يَنْفَعُ نَفْسًا إِيمَانُهَا لَمْ تَكُنْ آمَنَتْ مِنْ قَبْلُ». وتخرج دابة عظيمة تكلم الناس وتسم المؤمن والكافر، فأما المؤمن، فإنها تسم جبينه فيضيء، ويكون ذلك علامة على إيمانه، وأما الكافر فإنها تسمه على أنفه فيظلم، علامة على كفره.
وعلامة الدخان يعتبرها بعض العلماء آخر العلامات التي يراها المؤمنون،  ففي صحيح مسلم من حديث عبد الله بن عمرو عن النبي أنه قال: «ثم يرسل الله ريحاً باردة من قبل الشام، فلا يبقى على وجه الأرض أحد في قلبه مثقال ذرة من خير أو إيمان إلا قبضته، حتى ولو أن أحدكم دخل في كبد جبل لدخلته عليه حتى تقبضه».
والعلامات التي لا يراها إلا الكفار وفقًا لبعض العلماء هي الأربع علامات المتبقية بعد الدخان، لأن الدخان يقبض أرواح المؤمنين ولا يبقى إلا الكافرون، وفي الحديث «لا تقوم الساعة إلا على شرار الخلق هم شر من أهل الجاهلية، لا يدعون الله بشيء إلا رده عليهم»،  والعلامات التي لا يراها إلا الكفار هي: ثلاثة خسوف: خسف بالمشرق، وخسف بالمغرب، وخسف بجزيرة العرب. والعلامة الأخيرة هي النار التي تخرج من قعر عدن أو من المشرق لتسوق الناس إلى أرض المحشر. بينما قال آخرون أن المؤمنون سيهاجرون طوعًا إلى مهاجر إبراهيم، أما شرار الخلق فسيُحشرون كرهًا.

## وصلات خارجية
- علامات الساعة الصغرى والكبرى موقع نهاية العالم.